# Плотавка (приток Любовши)
Плотавка — река в России, протекает в Орловской области. Правый приток Любовши.

## География
Река Плотавка берёт начало восточнее посётка городского типа Верховье. Течёт на юго-восток и впадает в Любовшу у деревни Сойминово. Устье реки находится в 33 км по правому берегу реки Любовша. Длина реки составляет 15 км, площадь водосборного бассейна 129 км².

## Данные водного реестра
По данным государственного водного реестра России относится к Донскому бассейновому округу, водохозяйственный участок реки — река Сосна (Быстрая Сосна), речной подбассейн реки — бассейны притоков Дона до впадения Хопра. Речной бассейн реки — Дон (российская часть бассейна).
По данным геоинформационной системы водохозяйственного районирования территории РФ, подготовленной Федеральным агентством водных ресурсов:
- Код водного объекта в государственном водном реестре — 05010100212107000001357
- Код по гидрологической изученности (ГИ) — 107000135
- Код бассейна — 05.01.01.002
- Номер тома по ГИ — 07
- Выпуск по ГИ — 0